# 白熱 デッドヒート
『白熱 デッドヒート』（はくねつ デッドヒート）は、1977年（昭和52年）5月28日に公開された日本映画。田中光二によって1970年に執筆された小説『白熱』を原作とする。

## 概要
友人を殺した凶悪な金色のスカイライン・ハードトップGT、通称“ファントム”を追い、仕事も恋人も捨てて、主人公・卓は、ターボでチューンナップした銀色のセリカLBで復讐の旅に出る。そして、遂にファントムとの、金と銀の凄絶な決闘が開始される。

## スタッフ
- 製作：田中友幸、田中文雄
- 監督：石田勝心
- 原作：田中光二
- 脚本：永原秀一
- 撮影：西垣六郎、志賀邦一
- 美術：本多好文
- 録音：林穎四郎
- 照明：平野清久
- 編集：池田美千子
- 助監督：井上英之、西川常三郎
- 製作担当者：徳増俊郎
- 音楽：藤井英一
- スタント協力：永山政寛
- 協力：谷津勝

## キャスト
- 新庄卓：江藤潤
- 沙智：古手川祐子
- 志田真木：風吹ジュン
- 亮：山本伸吾
- 島本三郎：潮哲也
- 弘：三景啓司
- 修二：村尾幸三
- チーフ：渡部猛
- 久子：長谷川桂子
- 典子：瞳順子
- 久志：杉本隆
- 客の中年男：梅津栄
- 荒井：二瓶正也
- 荒井の女：ナンシー美紀
- 配送係の男：おざわなおへい
- 火の鳥：森大河（正一）、由利勝郎、宮沢芳春、吉田さゆり
- 阿修羅：荻原紀、武田倫一、永野明彦
- スタンドのボーイ：今村広則、中村俊男
- スカGの女子大生：秋野暢子
- トラックの運転手：小川安三
- ウェイター：長沢大
- 仙崎：長門裕之
- 沢木正生：沖雅也